# Coline Malice
Pour les articles homonymes, voir Malice.
Coline Malice, de son vrai nom Céline Schepens, née en 1977 à Ixelles, en Belgique, est une auteur-compositeur-interprète, accordéoniste et peintre belge.

## Biographie
Fille d’Eddy Schepens, professeur de sciences de l'éducation, et de Martine Legros, institutrice, Coline Malice passe son enfance à Bruxelles. Elle fait des études en Communication appliquée à l’IHECS et obtient un Master en Éducation permanente et Animation socio-culturelle.
Tout en étudiant, elle chante avec son groupe La boîte à Malice et organise toutes les semaines dans sa cave des jams sessions ainsi que les îles aux chansons, soirées de chansons à thème.
Elle commence à chanter sous le nom de Coline Malice dès 2005 lors d’une tournée des cabarets chantants (Haute-Savoie, Annecy).
Son premier album Petits moments sort en 2008, année où elle quitte la Belgique pour aller s’installer en Auvergne.
Elle travaille durant sept années aux côtés du jazzmen Yannick Chambre avec qui elle sort deux albums, Clandestine en 2008 et Les nouveaux riches en 2014.
Elle se met à la peinture assez tard, en 2011, à l’âge de 34 ans.
Elle monte en 2012 le spectacle Les chemins du vent pour lequel elle est accompagnée par un big band jazz autour des chansons d’Anne Sylvestre qui sera marraine du projet.
En 2014, Coline crée son premier spectacle de chanson jeune public : Drôle de Marionnette.
Coline Malice est une chanteuse engagée,, notamment dans la cause qui défend les droits des femmes. On l’entend chanter à côté de femmes telles qu’Anne Sylvestre, Irène Kaufer, Diane Tell.
En 2016, elle entame une collaboration avec le chanteur et accordéoniste Pierre Mussi dans un duo Malice & Mussi dans leur spectacle Les deux font l’impair, tout en poursuivant sa carrière solo.
Coline organise et anime en parallèle, afin de défendre la chanson à texte, des ateliers chanson à l’école de musique de Riom, où elle vit depuis 2014. Elle organise aussi dans cette ville régulièrement des scènes ouvertes afin d’offrir la possibilité au plus grand nombre de s’exprimer sur scène.

## Discographie
- 2008 : Petits moments[7]
- 2011 : Clandestine[8]
- 2013 : Drôle de Marionnette (pour enfants)
- 2014 : Les nouveaux riches
- 2017 : On n’est pas des princesses
- 2019 : Esquisse d’un monde amélioré[9]
- 2023 : Dans mon cœur

## Distinctions
- 2005 : Lauréate et gagnante aux concours Utopia dans la catégorie « création d’une chanson »
- 2005 : Prix spécial du jury à la finale du concours « interprète » de l’association du « Mans Cité chanson »
- 2005 : Prix coup de cœur du café-théâtre « Le 22 bis » au concours Jean Darlier
- 2006 : Grand prix « Vive la reprise !2006 » au Centre Wallonie-Bruxelles à Paris
- 2006 : Premier prix du concours « Le Mans Cité chanson » dans la catégorie interprète
- 2007 : Premier prix au tremplin Festiv’art [11]
- 2007 : Premier prix et  prix du public lors du concours du festival Bernard Dimey[12]
- 2013 : Prix du conseil régional d’Auvergne au Carrefour de la Chanson